# Дихроматическое зрение
Дихроматическое зрение — тип зрения, при котором восприятие цвета основано на двух независимых каналах, получаемых соответствующими типами колбочек. Тех, кто обладает дихроматическим зрением, называют дихроматами.

## Дихроматическое зрение у людей
Хотя большинство людей обладает трихроматическим зрением, у некоторых людей нарушено цветовосприятие. Обычно встречается нарушение восприятия красного и зелёного цветов (так называемый дальтонизм), но иногда — жёлтого и синего.

## Дихроматическое зрение у других животных
Считается, что большинство млекопитающих обладает дихроматическим зрением. Исключение составляют приматы, близкие к человеку, а также водные млекопитающие (китообразные и ластоногие), которые обладают монохроматическим зрением. Обезьяны нового света также частично являются исключением: у большинства видов трихроматами являются примерно 60 % женских особей, в то время как ночные обезьяны обладают монохроматическим зрением, а обезьяны-ревуны — трихроматическим. Некоторые исследования показывают, что сумчатые также являются трихроматами.